# Lizerius cermelii
Lizerius cermelii är en insektsart som beskrevs av Quednau 1974. Lizerius cermelii ingår i släktet Lizerius och familjen långrörsbladlöss. Inga underarter finns listade i Catalogue of Life.